# Município de Sunsbury (condado de Monroe, Ohio)
O município de Sunsbury (em inglês: Sunsbury Township) é um município localizado no condado de Monroe no estado estadounidense de Ohio. No ano de 2010 tinha uma população de 1.325 habitantes e uma densidade populacional de 18 pessoas por km².

## Geografia
O município de Sunsbury encontra-se localizado nas coordenadas 39° 49′ 04″ N, 81° 01′ 58″ O. Segundo a Departamento do Censo dos Estados Unidos, o município tem uma superfície total de 73.62 km², da qual 73,6 km² correspondem a terra firme e (0,02 %) 0,02 km² é água.

## Demografia
Segundo o censo de 2010, tinha 1.325 habitantes residindo no município de Sunsbury. A densidade populacional era de 18 hab./km². Dos 1.325 habitantes, o município de Sunsbury estava composto pelo 98,26 % brancos, o 0,08 % eram afroamericanos e o 1,66 % eram de uma mistura de raças. Do total da população o 0,23 % eram hispanos ou latinos de qualquer raça.